# Бацач диска (Дискоболос)
Миронов Бацач диска ( “бацач диска”, грчки Δισκοβόλος, Дискоболос) је грчка скулптура која је изграђена пред крај раног класичног периода, око 460-450 године п. н. е.
Оригинална грчка скулптура у бронзи је изгубљена, али је рад познат кроз бројне римске копије, у оригиналној величини у мермеру, који је био јефтинији од бронзе.
Бацач диска је приказан како се спрема да начини своје бацање: “чистом интелигенцијом”, како је Кенет Кларк приметио у “The Nude”, “Мирон је направио трајни образац атлетске енергије”.
Ухватио је моменат покрета, тако краткотрајног, да студенти атлетике још увек расправљају да ли је могућ, и дао му је потпуну извајаност.
Ухваћен моменат у ком је ова статуа је пример ритмичности, хармоније и равнотеже.
Мирон је често истицан као први скулптор или човек који је овладао овим стилом.
Природно, као и увек у грчкој атлетици, Бацач диска је потпуно наг. Речено је да је његова поза неприродна за човека и данас се сматра да је то неправилан начин бацања диска. Такође, има веома мало емоција приказаних на Бацачевом лицу, а данашњем “модерном оку”, може се учинити и да је Миронова жеља за перфекцијом, довела до тога да сувише ригорозно потисне осећај напетости у појединим мишићима, примећује Кларк. Други Миронов заштитни знак на овој скулптури је пропорционално и симетрично тело.
Потенцијална енергија исказана у високо рањивој пози скулптуре, изражава моменат стајања одмах пре бацања, што је пример напретка од класичне скулптуре у односу на архаичну.
Торзо показује мишићну напетост иако су руке раширене.

## Углед у антици
Миронов Бацач диска дуго је био познат кроз опис као што је онај из дијалога “Лукијана из Самостате” у раду “Филопсеуд”:
| „                      | “Када уђеш у хол”, рече, “ниси ли видео апсолутно очаравајућу статуу, тамо крај Деметриоса, портретисте?” “Сигурно ниси мислио на Бацача диска”, рекао сам, “оног погнутог у позу за бацање, са главом окренутом уназад ка руци која држи диск, и супротним коленом, лагано савијеним, као у некога ко ће нићи поново након бацања?” “Не тај”, рекао је, “то је један од Миронових радова, тај Бацач диска о коме причаш…” | ” |
| — Луцијан из Самостате | |   |

## Бацач диска и држач диска
Пре открића ове статуе, назив “Бацач диска” коришћен је у 17. и 18. веку, за фигуру која стоји и држи диск, “Држач диска”, коју је Енио Квирино Висконти означио као “Бацач диска од Наукидa од Аргоса, споменуту од стране Плинија.

## Бацач диска “Паломбара” или “Ланселоти”
Бацач диска “Паломбара”, прва је копија ове познате скулптуре, која је откривена 1781. год. То је копија Миронове оригиналне бронзе из 1. века н.е. Пратећи то откриће на римском поседу породице Масимо, Вила Паломбара на Есквилином брду, била је првобитно обновљена од стране Ђузепеа Ангелинија; Масимо је прво поставио у њихову палату (Massimo alle Colonne), а затим у палату “Ланселоти”
Италијански археолог Ђовани Батиста Висконти означио је скулптуру као копију насталу од оригиналне Миронове. Одмах је постала позната иако је Масимо љубоморно чувао прилаз.
Адолф Хитлер је 1937. године преговарао да је купи и ипак је успео 1938. год., када му је Галецо Цијано, Министар спољних послова, продао за 5 милиона лира, занемарујући негодовање Ђузепеа Ботаија, Министра просвете и школства. Скулптура је послата железницом до Минхена и изложена у Глиптотеци. Враћена је 1948. године. Сада се налази у Националном музеју Рима, изложена у палати Масимо.

## “Tаунли” бацач диска
Након открића Бацача диска Паломбара, следећи Бацач диска ископан је у Хадријановој вили, 1970. год., и купио га је енглески антиквар и трговац уметностима, настањен у Риму, Томас Џенкинс, на јавној аукцији 1792. год. (Још један примерак нађен у Тиволију, овог датума, био је власништво Ватиканског музеја).
Енглески познавалац Чарлс Таунли, платио је Џенкинсу 400 фунти, за статуу која је стигла у полу јавну галерију коју је Tаунли изнајмио у Park Street, у Лондону, 1794. год.
Како је Ричард Пејн Најт убрзо приметио, глава је била погрешно постављена, али је Tаунли био убеђен да је његова оригинал и боља копија.
Купљена је од стране Британског музеја са осталим Таунлијевим мермерним скулптурама, у јулу 1805. год.

## Друге копије
Друге римске копије у мермеру откриване су, и торзои, за које се већ знало у 17. веку, али су били погрешно обновљени и употпуњени, које су од тада сматране за даље копије након Мироновог модела. Један такав пример, у раном 18. веку Пјер-Етјен Моно је обновио торзо који је сада познат као пример Мироновог Бацача диска, али и под именом “Повређени гладијатор” који подупире себе руком док тоне у земљу. Завршена скулптура поклоњена је пре 1734. године од стране Папе Клемента XII и Капитолском музеју где се и данас налази.
Још једна копија откривена је 1906. год. у руинама Роман виле у Тор Патерну, у бившем краљевском седишту Каштел Порцијано, сада названом као Народни Римски Музеј. У 19. веку, гипсане копије Бацача диска могле су се наћи у многим великим академским колекцијама, сада углавном растурене.